# بيير كونر
بيير كونر (بالإنجليزية: Pierre Conner)‏ هو رياضياتي أمريكي، ولد في 1932 في هيوستن في الولايات المتحدة، وتوفي في 3 فبراير 2018 في نيو أورلينز في الولايات المتحدة.